# Ivan Efremov
Ivan Antonovici (patronimic real Antipovici) Efremov (rusă Иван Антонович (Антипович) Ефремов) (n. 10/23 aprilie 1908, Vîrița⁠(d), Țarskoselski Uiezd⁠(d), Gubernia Sankt Petersburg⁠(d), Imperiul Rus – d. 5 octombrie 1972, Moscova, RSFS Rusă, URSS) a fost un paleontolog sovietic, filosof și autor de literatură științifico-fantastică. S-a ocupat mai ales cu studiul unor tipuri de fosilizare. Doctor habilitat în științe biologice, profesor cercetător.
Un asteroid, 2269 Efremiana, descoperit în 1976 de astronomul sovietic Nicolai Cernîh poartă numele său.

## Ediții în limba română
- Ivan Efremov - Roza vânturilor, Editura Cartea Rusă, București, 1946
- Ivan Efremov - Cornul alb, Editura Tineretului, București, 1949
- Ivan Efremov - Corăbii astrale, Editura Tineretului, București, 1950
- Ivan Efremov - La hotarul Oicumenei, traducerea C. Mihalescu, ilustrații N. Grișin, Editura Tineretului, București, 1955
- Ivan Efremov - Nebuloasa din Andromeda, traducere de Adrian Rogoz și Tatiana Berindei, în Colecția „Povestiri științifico-fantastice” nr. 59-65, supliment al revistei Știință și tehnică, 1957
- Ivan Efremov - Umbra dinosaurului, Editura Cartea Rusă, București, 1958
- Ivan Efremov - Cor serpentis (Inima șarpelui), traducere de Adrian Rogoz și F. Ionescu, în Colecția „Povestiri științifico-fantastice” nr. 113-114, supliment al revistei Știință și tehnică, 1959
- Ivan Efremov - Lacul duhurilor de munte, Editura Tineretului, București, 1956, traducere de Vl. Cogan
- Ivan Efremov - Nebuloasa din Andromeda, traducere de Adrian Rogoz și Tatiana Berindei, Editura Tineretului, București, 1960, 1966
- I. Efremov, Iurta Corbului, traducere Igor Fetov-Ionescu, CPSF 195-196, 1963
- Ivan Efremov - Limanul curcubeului, Editura Tineretului, București, 1964
- Ivan Efremov - Opere alese, I-II, traducere de Adrian Rogoz și Tatiana Berindei, Editura Tineretului, București, 1965

- Vol. I - Limanul curcubeului, 490 pagini

- „Întâlnire deasupra Tuscarorei”
- „Lacul Duhurilor de Munte”
- „Olhoi - Horhoi”
- „Piscul de sub lună”
- „Cornul alb”
- „Atolul Fakaofo”
- „Observatorul Nur-i-Dest”
- „Limanul curcubeului”
- „Umbra trecutului”
- „Căutătorii de diamante”
- „Iurta Corbului”, traducere Igor Fetov-Ionescu
- „Corăbii astrale”
- „Cor Serpentis”

- Vol. II - Nebuloasa din Andromeda, 400 pagini

- Ivan Efremov - Coroana neagră, traducere de Isac Peltz și M. Roth, București, 1966
- Ivan Efremov - Nebuloasa din Andromeda, Editura Albatros, București, 1987
- Ivan Efremov - Atolul Fakaofo, Colecția „Povestiri științifico-fantastice”, supliment al revistei Știință și tehnică, nr. 43
- Secretul elen în Formula nemuririi, colecție de povestiri, Editura Tineretului, Colecția SF, 1967.  Profesorul Izrail Abramovici Faințimer și-a dedicat toată viața cercetării psihicului uman. El visează în secret să facă o descoperire în domeniul științei. Este abordat de locotenentul Leontiev, care a fost în război și a fost rănit la braț. Leontiev este sculptor și dorește să surprindă imaginea iubitei sale în fildeș, dar diferite viziuni și halucinații despre Grecia antică îl sperie. Se întreabă ce sunt aceste viziuni, experiențe ale strămoșilor săi sau moștenirea antichității? Profesorul Faințimer are o șansă de a dovedi existența memoriei transmisă din generație în generație.

## Legături externe
- Yefremov's bibliography
- Yefremov's books, letters and articles available for read or download ru
- Club of SF and prognostication "Ivan Yefremov" bg
- Ivan Yefremov la Internet Speculative Fiction Database
- Olson, E.C. The other side of the medal: a paleobiologist reflects on the art and serendipity of science. Blacksburg, Virginia, The McDonald & Woodward Publishing Company, 1990, 182 p.
- Ivan Efremov la Internet Movie Database